# Henri Ier de Brunswick-Wolfenbüttel
Pour les articles homonymes, voir Henri Ier.
Henri Ier, dit « l'Ancien » (en allemand : Heinrich der Ältere), né le 24 juin 1463 et mort le 23 juin 1514 près de Leer en Frise orientale, fut duc de Brunswick-Lunebourg et prince de Wolfenbüttel de 1491 à sa mort.

## Famille
Henri est le fils aîné du duc Guillaume II de Brunswick-Lunebourg (1425–1503) et de son épouse Élisabeth de Stolberg-Wernigerode (1428–1520). Issu de la dynastie des Welf (maison de Brunswick), il reçut une éducation militaire et s'est battu toute sa vie avec les citoyens des villes assoiffés de liberté. Il a mené plusieurs campagnes contre Einbeck et Hildesheim ; en 1486, il assiégea Hanovre, mais sans succès. Des nouvelles attaques contre Hanovre et Brunswick demeurèrent vaines. Henri était impliqué dans l'assassinat de 27 juifs à Sternberg en Mecklembourg le 24 octobre 1492.
Lors de son abdication en 1495, son père a partagé une nouvelle fois le patrimoine de la maison de Brunswick laissant les principautés de Wolfenbüttel et de Calenberg-Göttingen à ses deux fils, Henri et Éric : Henri, prince de Wolfenbüttel depuis 1491, reçoit la partie autour les résidences de Brunswick et de Wolfenbüttel avec une bande de territoire s'étendant de Seesen sur Gandersheim et Stadtoldendorf jusqu'à Fürstenberg au sud-ouest.
En 1501, avec 20 000 hommes, Henri attaque le comte frison Edzard Ier, coupable d'agression envers l'archevêché de Brême où son fils Christophe est archevêque, mais il doit mettre un terme à sa campagne militaire. En 1511, il aidé des Guelfes conquiert le comté de Hoya, celui-ci ayant refusé de reconnaître le Brunswick-Lunebourg comme suzerain de Liège.
Lorsqu'une nouvelle guerre a éclaté entre le comte Edzard et le duc Georges de Saxe, une seconde campagne militaire en 1514 le mène en Frise orientale à la forteresse de Leerort. Cette place est défendue par un petit nombre de paysans et de soldats, Henri Ier est mortellement atteint à la tête par un boulet de canon. Il est inhumé à Wolfenbüttel en l'église Sainte-Marie.

## Descendance
En août 1486, Henri Ier épouse Catherine (morte en 1526), fille du duc Éric II de Poméranie. Neuf enfants sont nés de cette union :
- Jean ;
- Christophe (1487-1558), évêque de Verden et archevêque de Brême ;
- Catherine de Brunswick-Wolfenbüttel (1488-1563), épouse en 1509 le duc Magnus Ier de Saxe-Lauenbourg ;
- Henri II (1489-1568), duc de Brunswick-Lunebourg ;
- François (1492-1529), évêque de Minden ;
- Georges (1494-1566), évêque de Minden, évêque de Verden et archevêque de Brême ;
- Éric (1500-1553) ;
- Guillaume (mort en 1557), membre de l'ordre protestant de Saint-Jean et commandeur de Mirow ;
- Élisabeth, abbesse de Steteburg.